# Antonia Sitchès de Mendi
Antonia Sitchès de Mendi ou Antonia Léonard (Talavera de la Reina, 20 octobre 1827 - Maisons-Laffitte, juillet 1914) est une cantatrice et compositrice d'origine espagnole, qui a épousé le violoniste Hubert Léonard.

## Biographie
En tant que fille de Mariquita Lucas de Paredes et de Paolo Sitches, frère de la deuxième épouse du célèbre ténor Manuel García, elle est la cousine de Maria Malibran et de Pauline Viardot. Elle arrive très jeune à Paris et y étudie la musique sous la direction d'un autre de ses cousins, Manuel Garcia junior, professeur de chant au Conservatoire de Paris. Elle débute au Théâtre-italien de Saint-Pétersbourg dès l'hiver 1844-1845 avec sa cousine Pauline, de six années son aînée, dans des rôles secondaires, tels qu’Adalgise dans Norma de Bellini ou dans La sonnambula et L'elisir,.
En France, elle est remarquée dès 1847, dans un concert au Conservatoire de Paris, le 14 mars,,, dans la Sicilienne de Pergolèse et un air d’Orlando de Haendel, pour lequel la Société des concerts lui envoie une médaille. De nouveau un concert de février 1848 avec Chopin lui donne l'occasion d'être appréciée. En septembre 1848, elle est encore remarquée dans des duos avec sa cousine Pauline à Boulogne-sur-Mer.
Elle voyage plusieurs fois en Angleterre avec sa tante Joaquína. 
Elle épouse en 1851, le violoniste et compositeur belge Hubert Léonard, avec lequel elle voyage en Hollande, en Suède, au Danemark et en Russie. Elle a assez de succès pour que les critiques voient en elle, à l'occasion d'un concert de bienfaisance à Bruxelles en 1855, « une des premières vocalisatrices de l'époque ». Les deux époux donnent ainsi des concerts où les talents du violonistes et la voix de la cantatrice sont appréciés. Elle chante ainsi à Bordeaux (1852), Paris (1852, 1866, 1867), Caen (1860), Spa (1861, 1862, 1864, 1866), Reims (1862), Rouen (1862), Bade (1864), Ems (1867), souvent sur les airs suivants :
- l'air du Serment[20]
- la tyrolienne de Betly[20],[10],
- l'air de La Sonnambula[16],[12],[13]
- les variations du Toréador d'Adam[19],[16],[13],[18],[21],
- l'air de Zilda de Flotow[18],
- un duo de Félicien David avec Jourdan[18],
- la romance de Nina de Dalayrac[11]
- l'air de Nina de « Paesiello »[11].

Elle se fixe ensuite à Bruxelles où son mari enseigne au Conservatoire et elle se consacre à l'enseignement du chant, tout en composant des romances :
- Le Pain du pauvre[23].
- La Chaumière dans les champs[24].
- Florine.
- Quand viendra la saison nouvelle.
- Anne Rose.
- Le vieux Ménétrier.
- Chansons du Moissonneur[25],[26].

Elle s'installe à Paris avec son mari, qui a démissionné du conservatoire de Bruxelles, en 1867. Ils continuent de se produire dans des concerts, par exemple à Ems (1868) ou à Spa (1868). On signale encore leur retour à Paris et la reprise de leurs leçons de violon et de chant en octobre 1880.
Elle meurt à Maisons-Laffitte pendant l'été 1914, peu après qu'un bel hommage a été rendu à la mémoire de son époux défunt.

## Interprétations
Après quelques débuts à l'opéra, elle se produit surtout dans des concerts avec son mari. On peut citer la critique élogieuse qui est faite d'elle en Allemagne en 1864 : « C'est une chanteuse qui brille au premier rang, dont la voix de soprano atteint le mi avec la plus grande aisance. Son chant est d'un style correct et élégant, digne en tout point de l'école du célèbre Garcia. Elle dit ses arpèges, ses fioritures, quelques difficiles qu'ils soient, avec une facilité ravissante. Nous n'avons entendu que fort rarement des trilles aussi bien rendus. »

### Rôles à l'opéra
- Adalgise dans Norma de Bellini, au Théâtre-italien de Saint-Pétersbourg, pendant l'hiver 1843-1844[TMS 1]